# Ivan Patzaichin

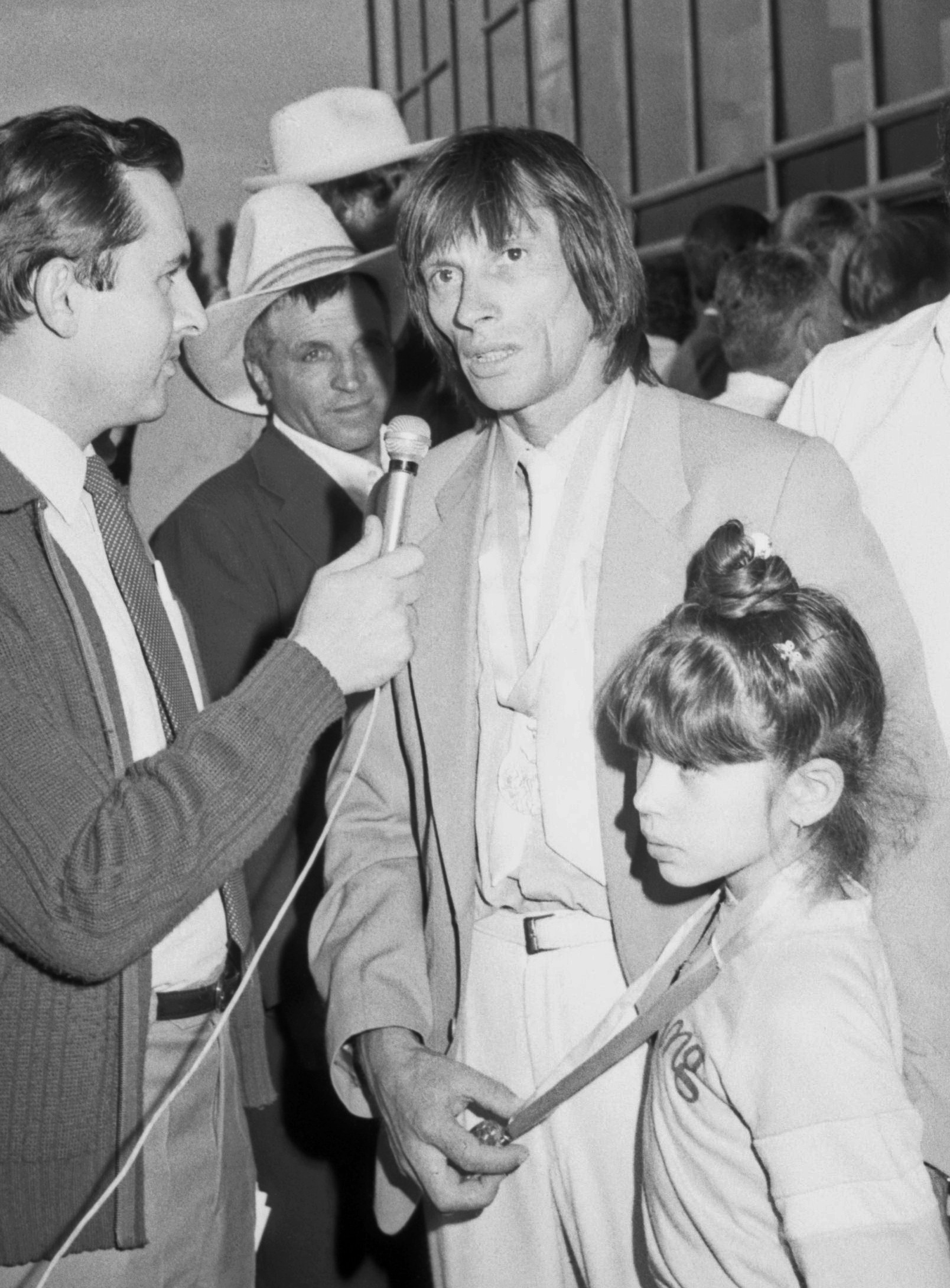
Ivan Patzaichin cu fiica lui în 1984

Ivan Patzaichin (numele oficial Ivan Potzaichin; n. 26 noiembrie 1949, Mila 23, România – d. 5 septembrie 2021, București, România) a fost un canoist român de etnie lipoveană, cvadruplu laureat cu aur la Jocurile Olimpice de vară din 1968, 1972, 1980 și 1984 și triplu laureat cu argint.
A absolvit Institutul de Educație Fizică și Sport în 1983, și a devenit membru al Clubului Sportiv Dinamo din București. La data de 1 decembrie 2004, colonelul în rezervă Ivan Patzaichin, din Ministerul Administrației și Internelor a fost înaintat la gradul de general de brigadă (cu o stea), în rezervă.. De asemenea, a fost antrenorul lotului olimpic de caiac-canoe. Ivan Patzaichin a murit la data de 5 septembrie 2021 la spitalul Elias din București după ce a pierdut lupta necruțătoare cu cancerul.

## Începuturi
Patzaichin s-a născut în satul Mila 23, comuna Crișan, jud. Tulcea, România, ca fiu al lui Vicol și Alexandra. S-a născut în ziua în care în satul său se sărbătorea Hramul Bisericii din Mila 23, iar părinții săi au decis să-i dea numele de Ivan, sfântul zilei respective. Până la plecarea sa la București, viața lui s-a petrecut între Mila 23 și Sulina (unde își petrecea vacanțele la bunici) și, uneori, Tulcea. Începând de la vârsta de 16 ani a fost încadrat ca ajutor de pescar, ajutându-l pe tatăl său.

## Cariera la Clubul Dinamo
Ivan și-a început cariera la Clubul Sportiv Dinamo București în luna martie 1967, unde a fost recomandat de niște consăteni ai săi. Aceștia practicau caiac-canoe și ieșiseră campioni mondiali în urmă cu un an. Acest fapt l-a ambiționat pe Ivan să încerce și el să practice acest sport. A făcut parte din Clubul Sportiv Dinamo București timp de 43 de ani, 18 ani în calitate de sportiv și 25 ani ca antrenor. În 1983 a terminat Institutul de Educație Fizică și Sport, iar în anul 2008 a susținut lucrarea de dizertație la masterul Educație fizică și managementul structurilor și activităților sportive.

## Cariera olimpică
A participat la 5 ediții ale Jocurilor Olimpice de Vară: Mexico 1968, München 1972, Montreal 1976, Moscova 1980 și Los Angeles 1984. La cele cinci ediții a cucerit 7 medalii: 4 de aur (C-1 1000 m: 1972, C-2 1000 m: 1968, 1980, 1984) și 3 de argint (C-2 500 m: 1980, 1984; C-2 1000 m: 1972).

## Campionate mondiale și europene
A câștigat 22 de titluri la 11 ediții ale Campionatelor Mondiale: Copenhaga 1970, Belgrad 1971, 1975, 1978 și 1982, Tampere 1973 și 1983, Mexico 1974, Sofia 1977, Duisburg 1979 și Nottingham 1981. A cucerit 9 medalii de aur (C-1 1000 m: 1973, 1977; C-1 10000 m: 1978, C-2 500 m: 1979, C-2 1000 m: 1970, 1981, 1983; C-2 10000 m: 1982), 4 medalii de argint (C-1 1000 m: 1975, C-2 1000 m: 1971, C-2 10000 m: 1981, 1983) și 9 medalii de bronz (C-1 500 m: 1971, 1973, 1974; C-1 1000 m: 1974, 1978, 1979; C-1 10000 m: 1974, 1977, 1979). A câștigat o singură medalie de aur la C2-1000m la Campionatele Europene din 1969 de la Moscova, după această ediție Campionatele Europene fiind suspendate până în anul 1997.

## Campion cu pagaia ruptă
În seriile de calificare la cursa de C1 1000m, după start, la primele lovituri, pagaia cu care vâslea Ivan s-a rupt. Regulamentul de concurs permitea oprirea cursei dacă se produceau nereguli în primii 25 de m. Însă, arbitrii nu au observat când Ivan a ridicat pagaia și a arătat că aceasta fusese ruptă. Din cauza valurilor, barca a depășit linia celor 25 de metri și Ivan s-a văzut nevoit să continue cursa cu restul pagăii, încercând să nu depășească linia culoarului. După 3 minute de la sosirea penultimului sportiv, Ivan s-a apropiat de sosire, în aplauzele publicului, care nu avea cum să vadă că el se folosea doar de un ciot din pagaie. După terminarea cursei a fost declarat descalificat prin abandon, contrar regulamentului care nu prevedea un barem de timp în care să se desfășoare proba. După contestații din partea oficialilor români, lui Ivan i s-a acordat dreptul de a participa la recalificări. Următoarele curse, recalificări, semifinale și finala, au fost câștigate de Ivan într-o manieră categorică.

## Cariera de antrenor
Din 1976 a devenit antrenor, însă activitatea de antrenorat a început-o în anul 1985. În această calitate a participat împreună cu elevii săi la 5 ediții ale Jocurilor Olimpice de Vară: Barcelona 1992, Atlanta 1996, Sydney 2000, Atena 2004 și  Beijing 2008. De-a lungul carierei de antrenor a cucerit peste 150 de medalii olimpice, mondiale și europene.

## Ivan Patzaichin în cultura populară
În 2012, Ivan Patzaichin a fost transformat într-un erou de benzi desenate de Alex Talambă și George Drăgan, volumul „Mila 23” având un mare succes.

## Viața personală
Din 1976 a fost căsătorit cu Georgiana, iar un an mai târziu a devenit tatăl unei fiice, Ivona. Ivan Patzaichin a fost diagnosticat în vara lui 2021 cu cancer la stomac și după 3 luni de spitalizare a murit pe 5 septembrie 2021.

## Rowmania FEST, Festivalul Internațional al Bărcilor cu Vâsle
Asociația Ivan Patzaichin – Mila 23, a inițiat mișcarea Rowmania, Festivalul Internațional al Bărcilor cu Vâsle, organizat în fiecare început de toamnă, la Tulcea. Orașul găzduiește, din 2011, acest eveniment major, cu frecvență anuală, care contribuie la promovarea potențialului turistic și a atracțiilor naturale și culturale ale zonei. Asociația Ivan Patzaichin – Mila 23 a luat naștere în anul 2010 la inițiativa multiplului campion european, mondial și olimpic la kaiac-canoe, Ivan Patzaichin, împreună cu arhitectul Teodor Frolu, din dragoste pentru Deltă, tradiție și natură, și din dorința de a ajuta la dezvoltarea locală din regiunea Deltei Dunării și din alte zone din România.
Rowmania FEST include:

### 1. Competiția pescărească Ivan Patzaichin
Desfășurată pe Dunăre, pe un traseu în amonte și în aval, competiția aliniază la start între 15 și 20 de echipaje de pescari ambițioși din localitățile Deltei, care se întrec, într-o cursă încinsă, pentru primul loc.

### 2. Competițiile sportive de triatlon
Triatlonul, format din trei etape de competiție sportivă (înot, ciclism și alergare), este un sport complex, care provoacă permanent la eforturi fizice și mentale însemnate, dar care se află în mare ascensiune în ultimii ani, inclusiv în rândul amatorilor și copiilor. La Tulcea, triatlonul aduce trei competiții: campionatul național (Delta Rowmania Triathlon), proba MiniTRI și campionatul european de juniori (ETU).

### 3. Întâmpinarea sportivilor TID
Maratonul TID (Tour International Danubien), cu o tradiție de peste 60 de ani, momentul culminant al Festivalului, reprezentând un traseu de cca 2500 de km, parcurs între lunile iunie – septembrie de către aproximativ 100 de pasionați de canoe și bărci cu vâsle. Traseul pornește din Munții Pădurea Neagră, din Germania, și ajunge până la vărsarea brațului Sfântu Gheorghe în Marea Neagră.

### 4. Natură, cultură și artă
Rowmânia FEST găzduiește dezbateri și conferințe pe teme de dezvoltare locală, momente muzicale tradiționale, spectacole de fanfară, proiecții de film, expoziții de fotografie pe teme apropiate Deltei și Târgul Artizan Eco Delta, deschis pe Faleză, oferind publicului șansa de a arunca o privire asupra tradițiilor vechi și noi din Deltă, de la meșteșuguri și produse alimentare, la proiecte ale ONG-urilor active în județul Tulcea.
Festivalul și-a propus încă de la prima ediție ca, pe lângă activitățile sportive, culturale și de entertainment pe care le aduce publicului larg, să ofere grupurilor specializate un forum de dezbatere fertil pentru dezvoltarea locală a Tulcei și a Deltei.

### 5. Concerte Rock‘n’Row
Rowmania FEST aduce la Tulcea, concerte de muzică rock care zguduie Faleza în fiecare dintre cele trei seri de festival. În edițiile anterioare ne-au cântat (și încântat):
Phoenix, Cargo, The Kryptonite Sparks, Am fost la munte și mi-a plăcut, Trooper, Luna Amară, B.G., Jurjak, The Mono Jacks, Proconsul, Nagy János Trio, Loredana, Anton, Krypton, RoHCP, Vița de vie, White Mahala, Zdob și Zdub, Holograf, Taxi, Voltaj, Urma, Byron, Grimus, Travka, Robin and The Backstabbers, Blue Nipple Boy, Nightlosers, Four Bones Quartet, Celelalte Cuvinte, Niște Băieți, Mahala Rai Banda, VH2, Direcția 5, SuperChill, The R.O.C.K., Partizan, Sarmalele Reci, Toulouse Lautrec, Bandidos, Roman Iagupov & Radu Captari, Christian Becker & Avenue Band, Foișorul de Folk, Leo Iorga & Pacifica, Taraf de Haidouks, Călin Grigoriu & Friends, Kira Frolu, Radu Pristanda (concert de pian), Discoteca: Stela Enache & Silvia Dumitrescu, Jezebel & Victor Solomon, Pasărea Rock, Zephir, Zona Zero, Victor Solomon & Florin Stoica, Cristi Minculescu & Nuțu Olteanu, InFusion Trio, Kumm, Nina Neagu & Band, Tudor Turcu & Band.
În 9 ediții de Rowmania FEST, festivalul a adunat 35 de competiții sportive, 4000 de concurenți, 9 dezbateri, 62 de formații și 140.000 de participanți.

## Distincții
- Maestru Emerit al Sportului (1968)
- Ordinul „Meritul Sportiv” clasa I (15 aprilie 1981) „pentru rezultatele deosebite obținute la Jocurile olimpice de vară de la Moscova — 1980, precum și pentru contribuția adusă la dezvoltarea activității sportive și la creșterea prestigiului sportului românesc pe plan internațional”[13]
- Maestru Internațional al Sportului (1982)
- Ordinul Olimpic Colanul de Argint (1990), primit din partea Comitetului Olimpic Internațional, fiind al treilea sportiv român deținător al acestui ordin
- Antrenor Emerit (1991)
- Ordinul Național „Serviciul Credincios” în grad de Ofițer (2000)
- Ordinul „Meritul Sportiv”, clasa I (2008)
- Decorația Regală „Nihil Sine Deo” (2010), primit prin ordinul Majestății Sale Regele Mihai I, Rege al României și Șef al Casei Regale a României.
- Colanul de Aur (2019), cea mai înaltă distincție oferită de Comitetul Olimpic și Sportiv Român
- Ordinul Național „Steaua României”, în grad de Cavaler (26 noiembrie 2019)[14]